# Arthrostylidium
Arthrostylidium es un género de plantas herbáceas perteneciente a la familia de las poáceas. Es originario de América donde se encuentra en el Caribe, Venezuela y Surinam, región del Amazonas y los Andes.

## Descripción
Son bambúes cortos a medianos, sin espinas; con rizomas paquimorfos. Tallos leñosos, cilíndricos, casi sólidos a generalmente fistulosos, erectos o semitrepadores e inclinados; nudos cerca de la mitad del tallo ramificando desde una sola yema, cubierta por un par de brácteas aplanadas; rama primaria con una prominencia en el entrenudo por debajo de la inserción de la rama; ramas escasas a numerosas en un grupo flabelado desde los nudos medios y superiores del tallo, raramente solitarias, la primaria generalmente más larga. Hojas de tallos con las láminas erectas. Hojas de las ramas con seudopecíolos cortos, aplanados; láminas aplanadas, lanceoladas, sin nervaduras pronunciadas en las comisuras. Inflorescencia generalmente un racimo bilateral, raramente una panícula unilateral racemosa. Espiguillas sésiles o subsésiles; glumas 1 o 2; flósculo más inferior estéril; flósculos fértiles varios, bisexuales, hendidos; raquilla terminando en un flósculo estéril reducido; lodículas 3; estambres 3; estigmas 2. Fruto una cariópside.

## Taxonomía
El género fue descrito por Franz Josef Ruprecht y publicado en Bambuseae 27. 1839. La especie tipo es: Arthrostylidium cubense

## Especies
| - Arthrostylidium angustifolium - Arthrostylidium auriculatum - Arthrostylidium banaoense - Arthrostylidium canaliculatum - Arthrostylidium chiribiquetense - Arthrostylidium cubense - Arthrostylidium distichum - Arthrostylidium ecuadorense - Arthrostylidium ekmanii - Arthrostylidium excelsum - Arthrostylidium farctum - Arthrostylidium fimbriatum - Arthrostylidium fimbrinodum - Arthrostylidium grandifolium - Arthrostylidium haitiense - Arthrostylidium judziewiczii | - Arthrostylidium longiflorum - Arthrostylidium merostachyoides - Arthrostylidium multispicatum - Arthrostylidium obtusatum - Arthrostylidium pubescens - Arthrostylidium punctulatum - Arthrostylidium reflexum - Arthrostylidium sarmentosum - Arthrostylidium scandens - Arthrostylidium schomburgkii - Arthrostylidium simpliciusculum - Arthrostylidium urbanii - Arthrostylidium venezuelae - Arthrostylidium virolinense - Arthrostylidium youngianum |